# Ahmet Koç (muzikant)
Ahmet Koç (İmranlı, 1968) is een bağlamaspeler uit Turkije.

## Biografie
Hij vertegenwoordigde Turkije op het Eurovisiesongfestival 1997 in Dublin als deel van de begeleidingsband Grup Etnik van de Turkse zangeres Şebnem Paker, waar een derde plaats werd behaald. Eerder werk van zijn hand zijn de instrumentale albums Yedi Karanfil 3, Yediveren Anadolu en Yol Türküleri en veel bijdragen aan de albums van andere artiesten, als muzikaal leider of als bağlamaspeler.
In de lente van 2005 brengt Ahmet Koç het instrumentale album Paradoks (Paradox) uit, waarin hij internationale pop- en rockklassiekers brengt met de bağlama. Enkele van de liederen op dit album zijn: Hasta Siempre, Fragile, My Way, Surf Rider, Hotel California, The Godfather theme, Shape of My Heart en My Heart Will Go On.
Eind 2006 werd zijn vijfde album uitgebracht, genaamd Sağanak (Stortbui). Het gaat om een dubbelalbum waarbij het eerste deel is voorbehouden aan Turkse liederen en het tweede deel aan internationale hits is gewijd. De eerste single van dit album is Görevimiz Tehlike (Theme From Mission: Impossible).

## Albums
- 1995: Yediveren Anadolu (Ada Müzik)
- 1997: Yol türküleri (İdobay Müzik Yapım)
- 2005: Paradoks (Doğan Music Company)
- 2006: Sağanak (Doğan Music Company)
- 2007: Sözün bittiği yer (Doğan Music Company)
- 2012: Renkli - Türkçe (Avrupa Müzik)